# Trichura aurifera
Trichura aurifera är en fjärilsart som beskrevs av Butler 1876. Trichura aurifera ingår i släktet Trichura och familjen björnspinnare. Inga underarter finns listade i Catalogue of Life.